# Portugal en los Juegos Paralímpicos de Río de Janeiro 2016
Portugal estuvo representado en los Juegos Paralímpicos de Río de Janeiro 2016 por un total de 37 deportistas, 25 hombres y 12 mujeres.

## Medallistas
El equipo paralímpico portugués obtuvo las siguientes medallas:
| Nombre                                                              | Deporte   | Evento                |
| ------------------------------------------------------------------- | --------- | --------------------- |
| Oro                                                                 |           |                       |
| —                                                                   |           |                       |
| Plata                                                               |           |                       |
| —                                                                   |           |                       |
| Bronce                                                              |           |                       |
| Luís Gonçalves                                                      | Atletismo | 400 m T12 masculino   |
| Manuel Mendes                                                       | Atletismo | Maratón T46 masculino |
| José Carlos Macedo                                                  | Bochas    | Individual BC3 mixto  |
| Cristina Gonçalves Fernando Ferreira António Marques Abílio Valente | Bochas    | Equipo BC1-2 mixto    |